# Xibe
Cet article concerne le peuple xibe. Pour la langue xibe, voir Xibe (langue).

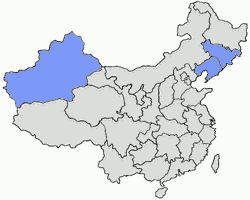
Les provinces du Xinjiang, du Jilin et du Liaoning

Les Sibe ou Xibe (xibe : ᠰᡞᠪᡝ, sibe; chinois : 錫伯 ; pinyin : Xíbó) sont l'une des 56 minorités ethniques vivant en Chine aux côtés des Mandchous et des Coréens vers Jilin, ainsi que des Ouïghours, des Kazakhs, des Kirgizh et de diverses tribus mongoles dans le Xinjiang, notamment dans le xian autonome xibe de Qapqal. Dans tous ces cas, il y a également une forte présence des Han (ethnie dominante).
Au nombre de 189 000 environ à la fin du XXe siècle, ils vivent essentiellement dans les provinces du Xinjiang, du Jilin et du Liaoning.
Leurs religions sont le chamanisme, le culte des ancêtres et le bouddhisme tibétain.

## Histoire
À l'origine[Quand ?], les Xibe vivaient au bord de la rivière Nonni. Ils étaient les habitants de l'un des neuf États à avoir été vaincus par l'empereur mandchou de la Dynastie des derniers Jin, Nurhachi à la bataille de Guleshan (ou bataille de Gure) en 1593. Ils furent sous la domination des Mongols Khorchin même après que ceux-ci furent battus et contrôlés par les Mandchous de la dynastie Qing.
Les Xibe eurent leurs premiers contacts directs avec la dynastie Qing lors de leurs campagnes militaires contre la Russie. Ils assurèrent un soutien logistique aux Qing. En 1692, les Khorchin cédèrent les Xibe, les Gūwalca et les Daur à l'empereur Kangxi contre de l'argent. Ils furent incorporés dans les Huit Bannières et stationnés à Qiqihar et d'autres villes de Mandchourie.
Après avoir conquis le khanat dzoungar, l'empereur Qianlong y laissa en garnison une partie des Xibe en 1764 pour défendre cette nouvelle frontière. Ils formèrent une communauté dans la région du Cabcal.
Les Xibe du nord-est de la Chine parlent le mandarin en langue natale. Au Xinjiang, les descendants des garnisons militaires de la dynastie Qing ont préservé leur langue, le xibe, très proche du mandchou. Ils écrivent en Xibe, qui est aussi un dérivé de l'écriture mandchoue.
Les Xibe pensent qu'ils sont les descendants des Xianbei.
Le Dr Pamela Kyle Crossley, professeur d'Histoire au Dartmouth College, soutient que les Russes ont nommé la Sibérie d'après les Sibe/Xibe. Ce nom vient plutôt de l'ancien khanat mongol de Sibir.

## Culture
- Le festival traditionnel des Xibe a lieu chaque année le 18e jour du quatrième mois du calendrier chinois. C'est ce jour-là qu'en 1764, l'empereur Qianlong força 3 275 Xibe à s'installer dans le Xinjiang.
- Les Xibe sont d'excellents chanteurs et danseurs. Ils sont bien sûr enclins à jouer de leurs propres instruments traditionnels, le luth dongbur et la guimbarde en métal mokna[2],[3]. Les hommes Xibe sont aussi de très bons archers.